# Salem Sultan
Salem Sultan Salem Saeed Al Sharji, meglio noto come Salem Sultan (in arabo  سالم سلطان الشارجي‎?; 13 settembre 1992), è un calciatore emiratino, difensore del Sharjah e della nazionale emiratina.

## Palmarès

### Club

#### Competizioni nazionali
- Campionato emiratino: 1

Al Ain: 2012-2013
- Coppa del Presidente degli Emirati Arabi Uniti: 1

Al Wahda: 2016-2017
- UAE Arabian Gulf Cup: 2

Al Wahda: 2015-2016, 2017-2018
- UAE Super Cup: 3

Al Wahda: 2017, 2018
Sharjah: 2019

#### Competizioni internazionali
- AFC Champions League Two: 1

Sharjah: 2024-2025